# Cyprien Sarrazin
Cyprien Sarrazin, född 13 oktober 1994 i Gap, Hautes-Alpes, är en fransk alpin skidåkare som tävlar i storslalom och alpin kombination. Efter endast sju tävlingar i världscupen, vilken han inledde den 19 februari 2016 i Chamonix, vann han tävlingen i parallellstorslalom i Alta Badia den 19 december 2016.
Den 3 december vann han en storslalomtävling i europacupen i Gällivare. Han har i övrigt tävlat mycket i europacupen och i franska mästerskapen.